# MZ Motorrad- und Zweiradwerk
MZ Motorrad- und Zweiradwerk GmbH là một nhà máy sản xuất mô tô đặt tại Zschopau, Đức. MZ là viết tắt của cụm từ Motorradwerk Zschopau (tiếng Đức: nhà máy sản xuất mô tô Zschopau) tại vùng Erzgebirge Saxony. Từ năm 1992 đến 1999 công ty có tên MuZ, là viết tắt của Motorrad und Zweiradwerk (nhà máy sản xuất mô tô và xe hai bánh).